# DeSchiMAG
Дешимаг, аббревиатура от «Немецкая корабле- и машиностроительная компания» (нем. DeSchiMAG — Deutsche Schiff- und Maschinenbau Aktiengesellschaft) — немецкая судостроительная компания, существовавшая в период между 1926 и 1945 годами. Образована в 1926 году в результате сотрудничества восьми ведущих немецких верфей.
Компании, известные своим вхождением в состав «Дешимаг»:
- AG Weser
- NV Ingenieurskantoor voor Scheepsbouw
- Vulkan-Werke Hamburg A.G., Гамбург
- Joh. C. Tecklenborg A.G., Wesermünde
- AG Vulcan Stettin, Штеттин
- G. Seebeck A.G., Geestemünde
- Actien-Gesellschaft «Neptun», Росток
- Nüscke & Co. A.G., Штеттин
- Frerichswerft A.G., Einswarden

В СССР «Дешимаг» была известна специалистам, как компания, которая в апреле 1933 года заключила договор с «Союзверфь» и к началу 1935 года разработала чертежи проекта подводной лодки «Е-2» (далее тип «Н» (немецкая), или серия IX). С 20 октября 1937 года тип «Н» переименовали в тип «С» — средняя.

## Корабли построенные компанией
(выборочно)

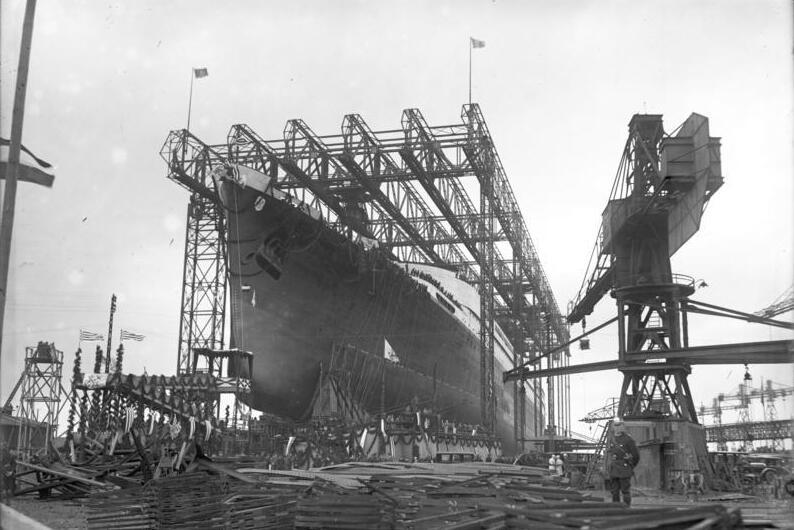
Лайнер Бремен на стапеле верфи

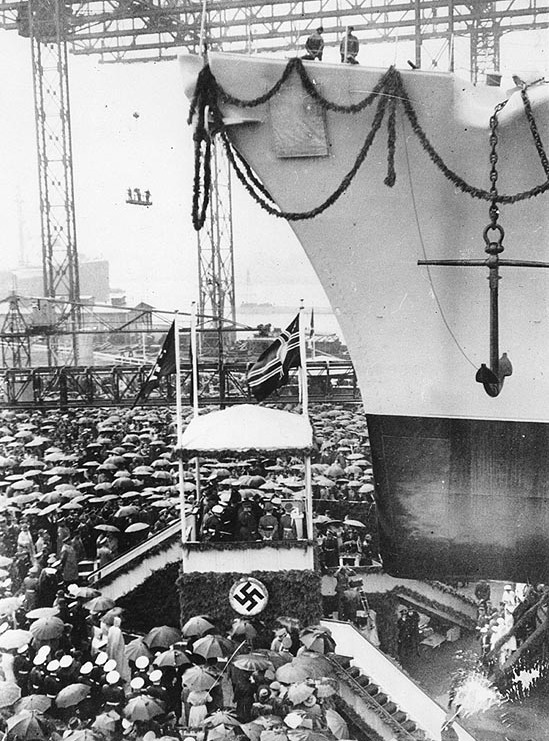
Спуск на воду тяжёлого крейсера «Зейдлиц»,
верфь DeShiMAG, 1939

- 1928 — трансатлантический лайнер Бремен
- 1936 — грузовое судно «Кандельфельз», во время войны переделанное во вспомогательный крейсер «Пингвин»
- 1937 — торговое судно «Эмс», во время войны переделанное во вспомогательный крейсер «Комет»
- 1935—1936 — четыре из серии в двенадцать эскадренных миноносцев типа 1934A
- 1937 — на верфи был заложен пятый тяжёлый крейсер типа «Адмирал Хиппер» — «Лютцов»
- 1936—1938 — восемь из серии в двенадцать миноносцев типа 1935
- 1939 — спущен на воду тяжёлый крейсер «Зейдлиц»